# Rüdiger von der Goltz
Gustav Adolf Joachim Rüdiger Graf  von der Goltz (Sulechów, Confederación Germánica; 8 de diciembre de 1865-Bernbeuren, Alemania; 4 de noviembre de 1946) fue un general del ejército alemán durante la Primera Guerra Mundial. Estuvo al mando de la División del Mar Báltico, que intervino con éxito en la Guerra civil finlandesa en la primavera de 1918. Goltz permaneció con sus tropas en Finlandia hasta diciembre de 1918 representando los intereses alemanes, y en la práctica gobernó el país como un dictador militar durante este período. Después del Armisticio del 11 de noviembre de 1918, Goltz comandó el ejército del Gobierno de Letonia establecido por los alemanes bálticos, que en 1919 fue fundamental en la derrota de los bolcheviques rusos y sus aliados locales en Letonia, pero sufrió una derrota contra Estonia y finalmente no tuvo éxito en mantener el control alemán sobre la región del Báltico después de la Guerra.

## Biografía
Goltz nació en Züllichau, Brandeburgo. General de división al mando de la división de infantería alemana de Guardias a pie en Francia, fue trasladado a Finlandia en marzo de 1918 para ayudar al gobierno nacionalista en la guerra civil contra los "rojos" finlandeses y las tropas rusas soviéticas. Comandó la unidad de expedición alemana ("División del Mar Báltico") que desembarcó en Hanko, Finlandia, entre el 3 de abril y el 5 de abril de 1918, y luego marchó sobre la capital Helsinki, controlada por los socialistas, que se rindió después de la batalla de Helsinki el 13 de abril de 1918. La intervención militar alemana ayudó al gobierno nacionalista de Finlandia a obtener el control de la mayor parte del país en mayo de 1918. Goltz permaneció con sus tropas en Finlandia después de la Guerra Civil hasta diciembre de 1918 y fue una gran influencia política en el país, descrita por el Intendente General del Ejército Blanco Hannes Ignatius como el "verdadero regente de Finlandia". En el verano de 1918, Goltz quiso reemplazar las fuerzas blancas finlandesas con un nuevo ejército de reclutas finlandés, donde todos los puestos de liderazgo estarían ocupados por oficiales alemanes y los reclutas debían ser entrenados de acuerdo con los estándares del ejército alemán. Los generales finlandeses Ignatius, von Gerich y Theslöf dimitieron del estado mayor finlandés en protesta. Los alemanes querían utilizar las fuerzas finlandesas contra las unidades aliadas que luchaban en Murmansk y Arcángel.
Después del armisticio del 11 de noviembre de 1918, von der Goltz y su división abandonaron Helsinki el 16 de diciembre de 1918. La Comisión de Control Interaliada insistió en que las tropas alemanas permanecieran en los estados bálticos para evitar que la región fuera reocupada por el Ejército Rojo. Mientras muchos de los desmoralizados soldados alemanes se retiraban de Letonia, se formó una unidad del Freikorps llamada División de Hierro (División Eiserne) que se desplegó en Riga y se utilizó para retrasar el avance rojo. Nuevos voluntarios llegados de Alemania y restos del 8.º Ejército alemán se añadieron posteriormente a la División de Hierro, que fue asignada bajo el mando de Goltz. Además, los alemanes del Báltico y algunos letones formaron la Baltische Landeswehr, dirigida por el mayor Alfred Fletcher.
A finales de febrero de 1919, solo el puerto marítimo de Libau (Liepāja) permanecía en manos de las fuerzas alemanas y letonas. En marzo de 1919, el general von der Goltz logró una serie de victorias sobre el Ejército Rojo, primero ocupando Windau (Ventspils), el puerto principal de Curlandia, y luego avanzando hacia el sur y el este para retomar Riga.
Después de expulsar a los bolcheviques de la mayor parte de Letonia, los Aliados ordenaron al gobierno alemán que retirara sus tropas de la región del Báltico. Sin embargo, los alemanes consiguieron negociar un aplazamiento, argumentando que esto habría dado vía libre a los bolcheviques. El general von der Goltz intentó entonces hacerse con el control de Letonia con la ayuda de la población alemana local. El gobierno nacionalista letón fue depuesto mientras los Freikorps y las unidades letonas y rusas blancas avanzaban para capturar Riga el 23 de mayo de 1919. Los nacionalistas letones pidieron ayuda al ejército estonio, que ocupaba el norte de Letonia desde principios de ese año.
En junio de 1919, el general von der Goltz ordenó a sus tropas que no avanzaran hacia el este contra el Ejército Rojo, como esperaban los aliados, sino hacia el norte, contra los estonios. El 19 de junio, la División de Hierro y las unidades de Landeswehr lanzaron un ataque para capturar áreas alrededor de Wenden (Cēsis), pero en las batallas de los días siguientes, fueron derrotadas por la 3.a División de Estonia (dirigida por Ernst Põdder). En la mañana del 23 de junio, los alemanes iniciaron una retirada general hacia Riga. Los aliados insistieron de nuevo en que los alemanes retiraran las tropas restantes de Letonia e intervinieron para imponer un alto el fuego entre los estonios y los Freikorps cuando los letones estaban a punto de marchar hacia Riga. Los británicos insistieron en que el general von der Goltz abandonara Letonia y entregó sus tropas al Ejército de Voluntarios de Rusia Occidental.
El conde von der Goltz afirmó más tarde en sus memorias que su principal objetivo estratégico en 1919 había sido lanzar una campaña en cooperación con las fuerzas de la Rusia Blanca para derrocar al régimen bolchevique marchando sobre San Petersburgo e instalar un antibolchevique pro-alemán. gobierno en Rusia. Como presidente de las Organizaciones Patrióticas Unidas participó en el Frente de Harzburg a principios de los años treinta. De 1924 a 1930, dirigió el departamento del gobierno alemán sobre la educación militar de la juventud alemana. El 17 de julio de 1931 entregó el mando de la Asociación de Política Económica de Frankfurt am Main al presidente del Reich, Paul von Hindenburg. Estaba casado con Hannah Caroline von Hase (1873-1941), nieta de Karl Hase. Murió en la finca Kinsegg, en el pueblo de Bernbeuren, Alemania, en 1946. Su hijo del mismo nombre, Rüdiger von der Goltz, se convirtió en abogado.